# معركة شرشال 1531
معركة شرشال من أشهر المعارك التي خاضها العثمانيين في الجزائر ضد الإسبان والتي جرت وقاعها عام 1531م  حيث يعود تاريخها الى 

## أسباب المعركة
نظرا لفقدان الإسبان لحصن البانيون بالجزائر من قبل العثمانيين وفقدان العديد من المحاربين الإسبان أراد الإمبراطور شارلكان أن ينتقم منهم بإحتلال مدينة شرشال الواقعة غرب الجزائر بـ 120 كلم .وكذلك تحير الأسرى الإسبانيين البالغ عددهم 800 أسير .

## تحضيرات المعركة من الجانبين[3]
جند الإمبراطور شارلكان أسطولا ضخما ووضعه تحت تصرف أندريا دوريا القرصان الصليبي وأبحر اتجاه شرشال

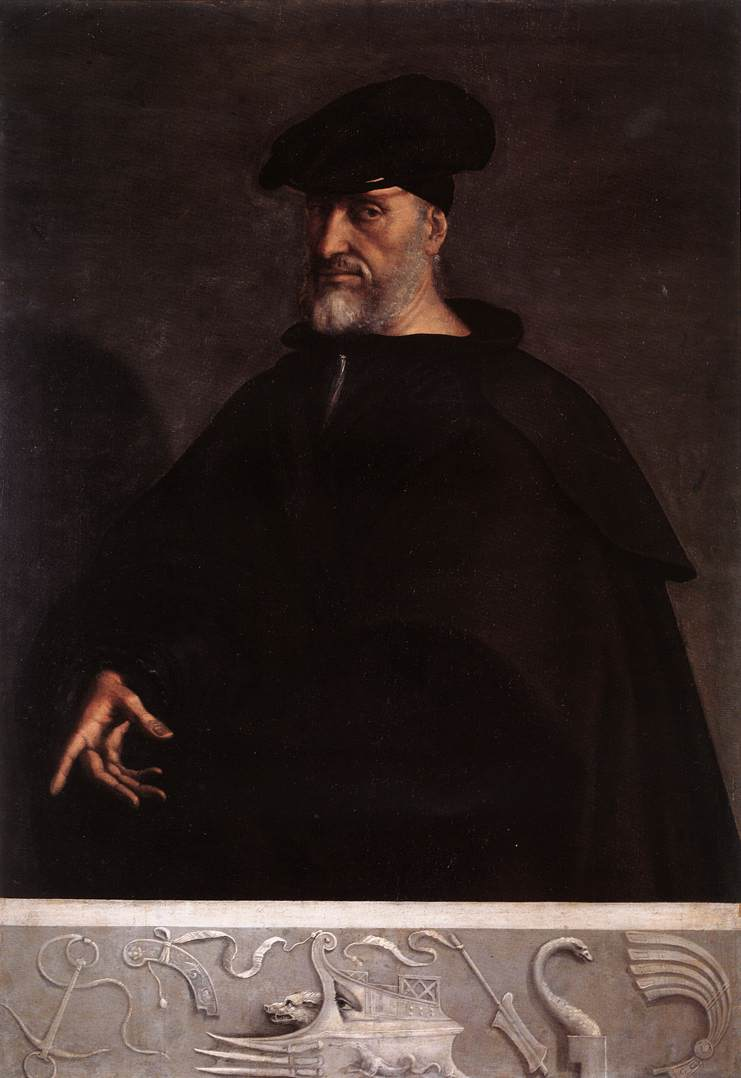
أندريا دوريا

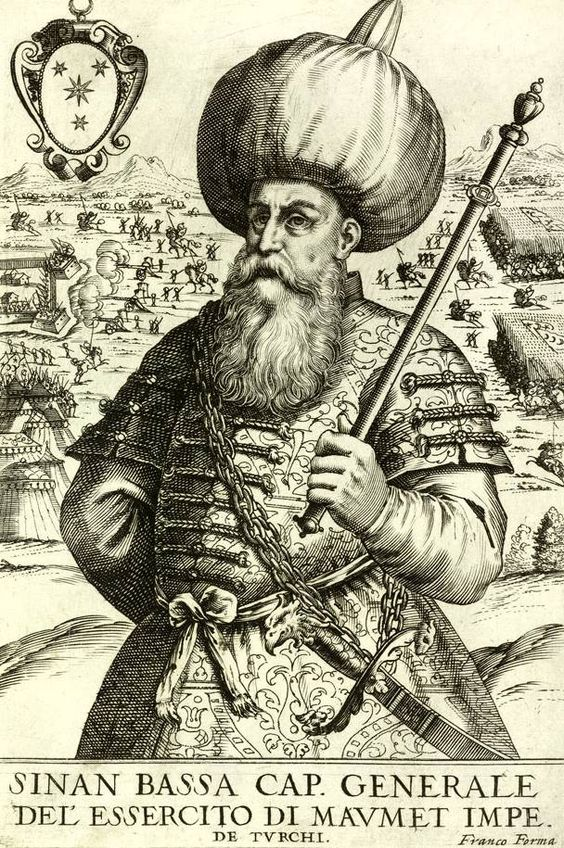
سنان باشا

مع 38 سفينة تضم 1500مقاتل ومعدات حربية انطلق من جنوة الإيطالية شهر جويلية وفي المقابلوعندما علم قام خير الدين بربروس بنية هجوم أندريا دوريا قام بإعلان النفير العام وطلب خدمات الرايس سنان باشا الملتحق حديثا وأتى
بـ 26 سفينة من مختلف الأنواع كذلك طلب خدمات البحار علي كرمان الذي جلب معه 4 سفن حربية وأراد خير الدين الهجوم على قادش كرد إستباقي لكن نقص المؤونة حال دون ذلك

## مجريات المعركة
أنزل أندريا دوريا أسطوله في الفجر من شهر أوت وزحف اتجاه المدينة بعد أن اخلاها الأهالي ريثما تتأي النجدة من خير الدين وجيشه وفي تلك الأحداث تمكن الاسرى الإسبان من الإفلات وهناك من توجه للشاطئ مباشرة وهناك من قام بعملية التخريب في المدينة وبعد التشتت الحاصل في صفوف الصلبين الذي لوحظ من قبل رجال حامية شرشال قاموا بهجوم خاطف ومفاجئ مما أربك أندريا دوريا وقام بالفرار وترك العديد من جنده في اليابسة الذين لقو مصيرا مشؤوما ومات منهم حوال 600 جندي إسباني .
وفي تلك الأثناء قدم خير الدين بأسطوله من جهة الشرق ونزل بالمدينة في جو من الحفاوة والسعادة العارمة وسط صوف الاهالي .

## تداعيات المعركة
بعد ان علم خير الدين بفرار أندريا دوريا إلى جنوة أراد ملاحقته وتدمير أسطوله واتجه إلى مرسيليا ومكث بها 10 أيام وانطلق اتجاه جنوة أين تعرض لها بمدفعيته القوية واستطاع أن يحرق 22 سفينة كانت راسية بالشاطئ وأسر العديد من أفراد الحامية الجنوية وفي تلك الاثناء كان اندريا دوريا مختبئ في الأنهار ولم يتكمنوا من العثور عليه وعادوا للجزائر وكان المحارب سنان باشا قد فقد إحدى عينيه نظرا لشراسة المعركــــة .